# متلازمة هيرلر
متلازمة هيرلر (بالإنجليزية: Hurler syndrome)‏ أو داء عديدات السكريد المخاطية من النوع الأول هو اعتلال صبغي جسدي متنحي يسبب الوهن وغالباً ما يشكل خطراً على الحياة. وهو اعتلال وراثي سببه نقص في إنزيم يدعى ألفا-إل-أيدورونيداز. يعمل هذا الأنزيم على تفتيت بعض المواد الموجودة في الجسم والمسماة إليها بالغليكوز أمينوغليكانات. التراكم المتزايد لهذه المواد في أعضاء الجسم المختلفة يؤدي إلى ضررها تقريباً بشكل نهائي. لذا من المهم تشخيص داء عديدات السُّكريد المخاطية من النمط الأول وعلاجه بشكل مبكر. الحثل المتعدد، الغرقلية، أو حثل غضروفي شحمي، والأعضاء المتأثرة هي العظام والكبد والطحال والقرنية والدماغ. وتتخللها عديدات السكريد المخاطية وهو اضطراب طبيعي جسدي معاود في أيض الكربوهيدرات. سمي المرض على اسم طبيبة الأطفال الألمانية اجيرترود هيرلر، طبيبة التي اكتشفت المرض في مدينة ميونخ 1889-1965.
الآلية الأساسية هي نقص إنزيم ألفا إل-ايدرونايز، وهو إنزيم مسؤول عن تكسير الغليكوز أمينوغليكانات. يسبب نقص هذا الإنزيم تراكم كبريتات الديرماتان وكبريتات الهيباران في الجسم. تظهر الأعراض أثناء الطفولة، وعادة ما تحدث الوفاة المبكرة. تشمل الأشكال الأخرى الأقل شدة من أدواء عديدات السكاريد المخاطية النوع الأول متلازمة هيلر-شي (MPS-IHS) ومتلازمة شي  (MPS-IS).
تصنف متلازمة هيرلر على أنها مرض تخزين ليسوزومي. يرتبط سريريًا بمتلازمة هانتر (MPS II)، ومع ذلك، فإن متلازمة هانتر مرتبطة بالصبغي الجنسي X، بينما متلازمة هيرلر هي مرض ينتقل وراثيًا عبر وراثة جسدية متنحية.

## الأعراض والعلامات
قد يبدو الأطفال المصابون بمتلازمة هيرلر طبيعيين عند الولادة وتظهر عليهم الأعراض على مدار السنوات الأولى من العمر. تختلف الأعراض بين المرضى.
واحدة من أولى الاضطرابات التي يمكن اكتشافها هي خشونة ملامح الوجه. يمكن أن تبدأ هذه الأعراض في عمر 3-6 أشهر. قد يكون الرأس كبيرًا والعظام الأمامية بارزة، وقد يكون الرأس زورقي الشكل. قد يعاني المرضى من جسر أنف مسطح مع إفرازات أنفية مستمرة. قد تكون تجاويف العين متباعدة جدًا، وقد تبرز العينان من الجمجمة. ومن الممكن أن تكون شفتَي المريض كبيرتين، وقد يبقي الأطفال المصابون فكَّيهم مفتوحين باستمرار. تحدث تشوهات الهيكل العظمي في عمر 6 أشهر تقريبًا، ولكنها قد لا تكون واضحة سريريًا حتى عمر 10-14 شهرًا. قد يعاني المرضى من تشوهات العمود الفقري والورك ومتلازمة النفق الرسغي وتيبس المفاصل. قد يكون طول المريض طبيعيًا في سن الرضاعة، لكن يتوقف عن النمو بعمر عامين. قد لا يصل طولهم إلى أكثر من 4 أقدام.
تشمل الأعراض المبكرة الأخرى الفتق الإربي والفتق السري، التي من الممكن أن تكون موجودة عند الولادة، أو قد تتطور خلال الأشهر الأولى من الحياة. قد يحدث تغيم القرنية وتنكس الشبكية خلال السنة الأولى من العمر، مما يؤدي إلى العمى. من الشائع تضخم الكبد والطحال. لا يوجد خلل وظيفي في الأعضاء، ولكن قد يؤدي ترسب الغليكوز أمينوغليكانات في هذه الأعضاء إلى زيادة هائلة في حجمها. قد يعاني المرضى أيضًا من الإسهال، وقد تحدث بعض الأمراض المرتبطة بالصمام الأبهري.
قد يحدث انسداد مجرى الهواء المتكرر، وعادة ما يكون ثانويًا لتشوهات الفقرات الرقبية. قد تتكرر التهابات الجهاز التنفسي العلوي والسفلي.
قد يظهر التأخر في النمو في عمر 1-2 سنوات، مع عمر وظيفي أقصى يتراوح بين 2-4 سنوات. يبدأ بعد ذلك التدهور التدريجي في حالة المريض. يطور معظم الأطفال قدرات لغوية محدودة. تحدث الوفاة عادةً في سن العاشرة.

## الآليات
جين IDUA مسؤول عن ترميز إنزيم يسمى ألفا إل-ايدرونايز. يُعتبر إنزيم ألفا إل-ايدرونايز مسؤولًا عن التحلل المائي الذي يحدث في سياق تكسير جزيء يسمى حمض ألفا إل-ايدرونايز غير المشبع، وهو حمض يورونيك موجود في سلفات الديرماتان وسلفات الهيبارين. يوجد إنزيم ألفا إل-ايدرونايز في الجسيمات الحالة. وبدون وظيفة إنزيمية كافية، لا يمكن هضم هذه الغليكوز أمينوغليكانات بشكل صحيح.

## علم الوراثة
يحمل الأطفال المصابون بمتلازمة هيرلر نسختين معيبتين من جين IDUA، والموجود في موقع 4p16.3 على الكروموسوم 4. وهو الجين الذي يشفر البروتين إيدورونيداز. اعتبارًا من عام 2018، اكتُشفت أكثر من 201 طفرة مختلفة في جين IDUA مسببة لمتلازمة هيرلر.
نظرًا لأن متلازمة هيرلر هي اضطراب صبغي جسدي متنحي، يملك المرضى نسختين غير فعالتين من الجين. يُطلق على الشخص المولود بنسخة طبيعية ونسخة معيبة اسم الحامل، ينتج هؤلاء الأشخاص كميات أقل من إنزيم ألفا إل-ايدرونايز مقارنة بالأشخاص الذين لديهم نسختين طبيعيتين من الجين. ومع ذلك، يكون إنتاج الإنزيم كافيًا عند حَمَلة المرض، ويؤدي الإنزيم وظيفته الطبيعية، وبذلك لن تظهر أي أعراض للمرض عليهم.

## التشخيص
يمكن إجراء التشخيص غالبًا من خلال الفحص السريري واختبارات البول (تُفرز عديدات السكاريد المخاطية الزائدة في البول). تُستخدم أيضًا فحوصات الإنزيم (اختبار مجموعة متنوعة من الخلايا أو سوائل الجسم في المزرعة بحثًا عن نقص الإنزيم) لتقديم تشخيص نهائي لأحد أمراض عديدات السكاريد المخاطية. يمكن للتشخيص السابق للولادة باستخدام بزل السلى وأخذ عينة من الزغابات المشيمية التحقق مما إذا كان الجنين يحمل نسخة من الجين المعيب أو أنه مصاب بالاضطراب. يمكن أن تساعد الاستشارة الوراثية الآباء الذين لديهم تاريخ عائلي من أمراض عديدات السكاريد المخاطية في تحديد ما إذا كانوا يحملون الجين المتحور.

### التصنيف
جميع أمراض عائلة داء عديد السكاريد المخاطي أيضًا من أمراض التخزين الليزوزومية. ينقسم داء عديد السكاريد المخاطية من النوع الأول (MPS I) إلى ثلاثة أنواع فرعية بناءً على شدة الأعراض. تؤدي جميع الأنواع الثلاثة إلى غياب أو انخفاض أداء نفس الإنزيم. متلازمة هيرلر هي أشد الأنواع الفرعية. النوعان الآخران هما متلازمة شي ومتلازمة هيرلر-شي.
بسبب التداخل الكبير بين متلازمة هيرلر ومتلازمة هيرلر-شي ومتلازمة شي، تعتبر بعض المصادر أن هذه المصطلحات قد عفا عليها الزمن. بدلاً من ذلك، يمكن تقسيم داء عديدات السكاريد المخاطية إلى أشكال شديدة ومُخفّفة.

## العلاج
لا يوجد حاليًا علاج لمتلازمة هيرلر. قد يؤدي العلاج ببدائل الإنزيم باستخدام إيدورونيداز (Aldurazyme) إلى تحسين وظيفة الرئة والتنقل. يمكن أن يقلل من كمية الكربوهيدرات التي تُخزَّن بطريقة غير صحيحة في الأعضاء. قد يكون التصحيح الجراحي لتشوهات اليد والقدم ضروريًا. قد تساعد جراحة القرنية في التخفيف من مشاكل الرؤية.
يمكن استخدام زراعة نخاع العظم (BMT) وزرع دم الحبل السري (UCBT) كعلاجات للمتلازمة. قد يحسّن زرع نخاع العظم من الأشقاء الذين لديهم جينات هلا (HLA) متطابقة ومن الأقارب الذين لديهم جينات هلا (HLA) مماثلة نسب البقاء والوظيفة الإدراكية والأعراض الجسدية بشكل كبير. يمكن للمرضى تطوير مرض الطعم-حيال-الثوي، غالبًا ما يحدث ذلك إذا كان المتبرعون من غير الأشقاء. في دراسة أجريت عام 1998، كانت نسبة البقاء عند الأطفال الذين لديهم متبرعين متطابقين بجينات الهلا لمدة 5 سنوات بنسبة 75%، والنسبة عند الأطفال الذين لديهم متبرعين من غير الأشقاء لمدة 5 سنوات هي 53%.
غالبًا ما يفتقر الأطفال إلى المتبرع المناسب بنخاع العظم. في هذه الحالات، قد تزيد زراعة دم الحبل السري من متبرعين غير قريبين زيادة نسب البقاء على قيد الحياة وتقليل العلامات الجسدية للمرض وتحسين الإدراك. قد تشمل المضاعفات الناتجة عن هذا العلاج داء الطعم-حيال-الثوي.

## الإنذار
وجدت دراسة بريطانية عام 2008 أن متوسط العمر المتوقع المتوقع يبلغ 8.7 سنوات لمرضى متلازمة هيرلر. بالمقارنة، كان متوسط العمر المتوقع لجميع أشكال أمراض عديدات السكاريد المخاطية من النوع الأول 11.6 سنة. كان معدل البقاء على قيد الحياة للمرضى الذين خضعوا لعمليات زرع نخاع العظم الناجحة لمدة عامين 68% وبالنسبة للمرضى الذين لم يتلقوا عمليات زرع نخاع العظم كان معدلهم لمدة 10 سنوات بنسبة 64%. عاش المرضى الذين لم يتلقوا عمليات زرع نخاع العظم سنوات أقل بشكل ملحوظ، بمتوسط عمر يبلغ 6.8 سنوات.

## وصلات إضافية
- National MPS Society
- GeneReview/NIH/UW entry on Mucopolysaccharidosis Type I
- Hurler Syndrome Community